# شعب منصور (يريم)

تعديل مصدري - تعديل

شعب منصور محلة تابعة لقرية الركب، التابعة لعزلة خودان بمديرية يريم إحدى مديريات محافظة إب في الجمهورية اليمنية.، بلغ تعداد سكانها 45 حسب تعداد اليمن لعام 2004.